# Xawwal
Xawwal (àrab: شوّال, xawwāl) és el desè mes del calendari musulmà i té 29 dies. El nom vol dir ‘portar’, perquè antigament el mes coincidia amb el període d'embaràs dels camells.
El primer dia té lloc l'Id al-fitr, la ruptura del dejuni (sawm) que ha durat tot el mes del ramadà. Des l'endemà, però, certs musulmans fan encara sis dies de dejuni perquè, segons la tradició, el qui dejuna durant el mes de ramadà i durant sis dies de xawwal pot considerar que ha dejunat per tot l'any.

## Dates assenyalades
- 1 de xawwal, Id al-fitr
- 15 de xawwal, batalla de l'Úhud
- 17 de xawwal, mort de Jàfar as-Sàdiq